# Кадырбеков, Кутман Кадырбекович
Кутман Кадырбекович Кадырбеков (13 июня 1997) — киргизский футболист, вратарь клуба «Абдыш-Ата». Выступал за сборную Кыргызстана.

## Клубная карьера
Воспитанник футбольной школы клуба «Дордой» (Бишкек). На взрослом уровне с 2014 года выступал на правах аренды за клубы высшей лиги Кыргызстана «Манас» и «Ала-Тоо». В 2017 году стал победителем первой лиги в составе «Дордоя-2». В основной команде «Дордоя» дебютировал в игре Кубка АФК 30 января 2018 года против туркменского «Ахала», а в национальном чемпионате — 9 мая 2018 года в игре с «Илбирсом». Неоднократный чемпион Кыргызстана (2018—2021).
С 2022 года играет за «Абдыш-Ату».

## Карьера в сборной
Выступал за сборные Кыргызстана младших возрастов. В 2018 году в составе олимпийской сборной участвовал в Азиатских играх, но был дублёром Калысбека Акималиева и ни разу не вышел на поле.
В составе национальной сборной Кыргызстана участник Кубка Азии 2019 года. Дебютный матч за сборную сыграл в рамках этого турнира, 11 января 2019 года против Южной Кореи.